# Achi Brandt

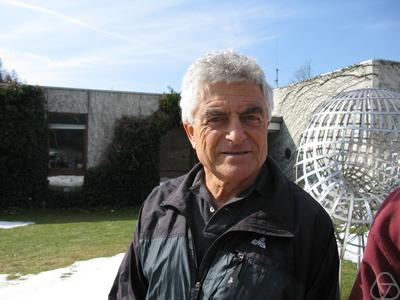
Achi Brandt, 2009

Achi Brandt (* 1938 in Givat Brenner, Israel) ist ein israelischer Mathematiker, der sich mit Numerischer Mathematik befasst.
Brandt wurde 1965 bei Joseph E. Gillis am Weizmann-Institut promoviert mit einer Dissertation über numerische Methoden in Hydrodynamik und Magnetohydrodynamik. Er ist Mitglied des Weizmann-Instituts und dort Professor. Außerdem lehrt er an der University of California, Los Angeles.
Brandt war unter anderem Gastprofessor an der Stanford University und dem Courant Institute of Mathematical Sciences of New York University.
Er ist bekannt als einer der Pioniere der Mehrgitterverfahren mit Arbeiten in den 1970er Jahren (Full Approximation Scheme, FAS, 1977).
Er ist leitender Wissenschaftler und Mitgründer der Softwarefirma VideoSurf, die 2011 von Microsoft gekauft wurde und sich mit Video-Suche befasste.
1978 erhielt er den Landau-Preis in Mathematik und 1990 den Rothschild-Preis in Mathematik. 2005 erhielt er den SIAM/ACM Prize in Computational Science and Engineering.

## Schriften
- Multi-level adaptive solutions to boundary-value problems, Mathematics of Computation, Band 31, 1977, S. 333–390.